# Port lotniczy Pasighat
Port lotniczy Pasighat (IATA: IXT, ICAO: VEPG) – port lotniczy położony w Pasighat, w stanie Arunachal Pradesh, w Indiach.